# Olimpia (pintora)
Olimpia (en griego antiguo: Ὀλυμπιάς) fue una pintora de la Antigua Grecia, considerada una de las seis mujeres artistas de la antigüedad según Plinio el Viejo, junto con Calipso, Aristareta, Irene, Iaia de Cícico y Timarete.
Lo único que se conoce es que habría tenido un discípulo llamado Autobulo. A diferencia de las demás artistas mencionadas por Plinio el Viejo en su Historia natural, la breve descripción del escritor y naturalista romano no permite saber en qué período histórico vivió ni quién fue su padre.